# Американо-йеменские отношения
Американо-йеменские отношения — двусторонние отношения между США и Йеменом. Дипломатические отношения между странами были установлены в 1946 году.

## История
В 1946 году Соединенные Штаты установили дипломатические отношения с Северным Йеменом, а в 1967 году с Южным Йеменом. Северный Йемен ранее была частью Османской империи, а Южный — Британской империи. 7 июня 1967 года Йеменская Арабская Республика (Северный Йемен) разорвала отношения с США после арабо-израильской войны. В июле 1972 года дипломатические отношения были восстановлены после визита в Сану госсекретаря США Уильяма Роджерса.
24 октября 1969 года посольство США в Адене было закрыто, после того как Народная Республика Южного Йемена разорвала дипломатические отношения с США. В 1970 году Народная Республика Южного Йемена изменила своё название на Народную Демократическую Республику Йемен. 30 апреля 1990 года Соединенные Штаты возобновили дипломатические отношения с этой страной. В 1990 году Йеменская Арабская Республика и Народная Демократическая Республика Йемен объединились и стали одной страной. После воссоединения Йемена президентом был избран Али Абдалла Салех, бывший президент Йеменской Арабской Республики. В 1994 году в Йемене началась гражданская война, которая закончилась победой правительственных сил.
В начале 2011 года в стране начались антиправительственные демонстрации против режима Салеха, что в итоге привело к его свержению. В феврале 2012 года Абд Раббо Мансур Хади был избран в качестве президента на двухлетний переходный период. В настоящее время Соединенные Штаты наладили тесное сотрудничество с Йеменской Республикой и поддерживают её усилия по переходу на демократическую форму правления.

## Двусторонние экономические отношения
Экспорт нефти составляет большую часть правительственных доходов Йемена. Большинство американских инвестиций в экономику Йемена сосредотачивается в разработке нефтяных и газовых месторождений.